# Paul Frédéric Girard
Pour les articles homonymes, voir Girard et Paul Girard.
Ne pas confondre avec Paul Girard (1852-1922), helléniste français
Paul Frédéric Jean Girard, né le 26 octobre 1852 à Guingamp (Côtes-d'Armor) et mort le 11 octobre 1926 à Caen, est un juriste universitaire et historien du droit français.

## Biographie

### Carrière universitaire
Girard devient professeur universitaire de droit romain à Montpellier en 1880 ; à partir de 1888, il enseigne à Paris.
Son Manuel élémentaire de droit romain (1896) a été largement utilisé comme ouvrage pédagogique. Girard lui-même a traduit en français et édité Römisches Staatsrecht (Droit Romain) de l'Allemand Theodor Mommsen (8 volumes, 1887-96).

### Honneurs et distinctions
- Chevalier de la Légion d'honneur : 19 juillet 1903[1]
- Doctorat honoris causa en droit de l'université d'Oslo en 1911[2]
- Officier de la Légion d'honneur : 31 janvier 1923[1]

## Source
- (sv) Svensk uppslagsbok, Malmö, 1932, 1re éd.